# كورتشولا
كورتشولا هي جزيرة كرواتية تقع في البحر الأدرياتيكي،تبلغ مساحة الجزيرة 279كم وعدد سكانها 15،522 نسمة (2011) معظمهم من الكروات.